# Carl Magnus Lindqvist
Carl Magnus Lindqvist, född 31 januari 1884 i Överboda i Umeå landsförsamling i Västerbottens län, död 10 maj 1977 i Vännäs, var en svensk lärare, målare, tecknare och grafiker.
Han var son till möbelsnickaren Olov Lindqvist och Kristina Lundström samt från 1929 gift med Ingegerd Margareta Öman. Hans ungdomsdröm var att bli skulptör men efter att han inledde sina konststudier sökte han sig över till den målade bildkonsten. Han studerade först vid Tekniska skolans aftonkurser och fortsatte därefter sina studier för Oscar Björk och Gustaf Cederström vid Konstakademien 1905–1908 samtidigt deltog han i Axel Tallbergs etsningskurs. Han genomförde en längre studieresa till Tyskland 1912 och 1920–1922 vistades han i Paris där han fick möjlighet att studera för André Lhote. Han medverkade i Parissalongen 1921 och i Salon des Indépendents 1922. Separat ställde han ut de de flesta norrländska städerna och han medverkade i ett stort antal samlingsutställningar med lokala norrländska konstföreningar dessutom medverkade han från 1935 i flera av Sveriges allmänna konstförenings utställningar. Han utförde några större muralmålningar i bland annat Vännäs kyrkosal, Sollentuna gravkapell och på Vännäs yrkesskola, väggmålningar i Byske kyrka samt utsmyckningar för Björksele kyrka. Som porträttör anlitades han för att avbilda prins Gustaf Adolf 1939. Han var en stor skildrade av det norrländska landskapet med folktyper, studier av åldrande arbetsmänniskor, timmerflottare, och skogsarbetare som han anknöt till den frodiga kolorism som förekommer i Helmer Osslunds Norrlandsmåleri. Som målare arbetade han i de flesta tekniker dessutom utförde han bokillustrationer och glasmålningar. Hans konst består av porträtt, glasmålningar, landskap med bondgårdar, strandbilder samt mindre figurkompositioner. Han var en av initiativtagarna till bildandet av Västerbottens konstnärsklubb. Lindqvist är representerad vid Gävle museum och Umeå museum.